# Плач от улиците
„Плач от улиците“ (на английски: A Cry from the Streets) е британски драматичен филм от 1958 година на режисьора Люис Гилбърт с участието на Макс Байгрейвс, Барбара Мъри и Колин Питърсън, адаптация на романа „Приятелят в нужда“ на Елизабет Коксхед.

## Сюжет
Един социален работник става емоционално обвързан с група от очарователни бездомни сираци...

## В ролите
- Макс Байгрейвс като Бил Лоутър
- Барбара Мъри като Ан Феърли
- Колин Питърсън като Джорджи
- Дейна Уилсън като Барби
- Кейтлин Харисън като госпожа Фаръл
- Шон Барет като Дон Фаръл
- Мона Уошбърн като госпожа Дениълс
- Елинор Съмърфийлд като Глория
- Тоук Таунли като господин Дениълс
- Ейвис Ландън като Рейчъл Сиймур
- Джон Мълдър Браун като Джаки

## Номинации
- Номинация за голямата награда за най-добър филм от Международния кинофестивал в Москва през 1959 година.[2]